# Trần Văn Ơn
Trần Văn Ơn (29 tháng 5 năm 1931 - 9 tháng 1 năm 1950) là một học sinh trường Pétrus Ký đã bị chính quyền Pháp nổ súng bắn chết trong phong trào biểu tình của học sinh sinh viên Sài Gòn đầu năm 1950. Cái chết của anh đã gây tiếng vang lớn, có tác động rộng khắp trong phong trào đấu tranh của dân chúng Sài Gòn sau đó. Anh đã được truy tặng danh hiệu Anh hùng lực lượng vũ trang nhân dân năm 2000.

## Tiểu sử
Trần Văn Ơn sinh ngày 29 tháng 5 năm 1931, quê ở làng Phước Thạnh, tổng Hòa Qưới, quận An Hóa, tỉnh Mỹ Tho (nay là xã Phước Thạnh, huyện Châu Thành, tỉnh Bến Tre). Cha anh là ông Trần Văn Nghĩa là công chức bậc thấp, mẹ anh là bà Huỳnh Thị Tữu.
Thuở nhỏ, anh học tiểu học ở thị xã Mỹ Tho, sau đó cùng gia đình chuyển đi, trú quán tại số nhà 322/10, đường Verolun, Sài Gòn. Hầu hết anh chị của anh đều tham gia phong trào cách mạng, trong đó có chị là Trần Thị Lễ, liệt sĩ đã mất năm 1948.
Tháng 8 năm 1945, anh thi đậu vào lớp năm thứ nhất, bậc cao đẳng tiểu học tại Trường Pétrus Ký. Năm học 1948-1949, anh học xong năm thứ ba bậc cao tiểu, thi vượt lớp đỗ bằng đệ nhất cấp Pháp (Brevet du 1er cycle). Đến năm học 1949-1950, khi lên lớp năm thứ tư cao tiểu thì Trần Văn Ơn được đặc cách lên lớp Ban tú tài (lớp seconde, tương đương lớp 10 hiện nay) của trường vì đã có bằng đệ nhất cấp. Trần Văn Ơn được coi là một học sinh chăm ngoan, hiếu nghĩa lễ độ với cha mẹ, thầy cô, bên cạnh học tập còn ham hoạt động xã hội.
Từ năm 1947, anh tham gia vào phong trào học sinh yêu nước của trường, tham gia Hội học sinh sinh viên Việt Nam - Nam Bộ. Anh là hội viên mật của Đoàn học sinh kháng chiến nội thành, đồng thời nhận nhiệm vụ tuyên truyền, vận động học sinh trong trường tham gia vào các hoạt động chống thực dân Pháp và chính quyền thân Pháp. Anh được coi là một trụ cột của phong trào học sinh yêu nước của Trường Pétrus Ký.
Trước ngày kỉ niệm 9 năm khởi nghĩa Nam Kỳ (23/11/1940 - 23/11/1949), chính quyền Pháp đã bắt cóc một số học sinh của trường Pétrus Ký, sau sự kiện này đã nổ ra cuộc bãi khóa của học sinh của 10 trường ở Sài Gòn vào ngày 23 tháng 11 năm 1949. Lúc này, Trần Văn Ơn đang chuẩn bị thi tú tài, nhưng vẫn tích cực tham gia cuộc bãi khóa, đứng đầu nhóm học sinh của trường Pétrus Ký đi biểu tình.
Ngày 9 tháng 1 năm 1950, ở Sài Gòn đã nổ ra một cuộc biểu tình lớn của hơn 6000 học sinh-sinh viên và giáo viên các trường, yêu cầu thủ tướng Trần Văn Hữu thả ngay những học sinh, sinh viên bị bắt. 13 giờ ngày hôm đó, chính phủ của thủ hiến Trần Văn Hữu đã huy động một lực lượng lớn cảnh sát để đàn áp phong trào biểu tình, đem vòi rồng phun nước và dùng dùi cui đánh đập tàn nhẫn người biểu tình. Cuộc đàn áp này đã dẫn tới việc bắt đi 150 người, đánh đập 30 người trọng thương tại chỗ. 
Không lùi bước trước kẻ thù, Trần Văn Ơn cùng một số bạn bè hiên ngang tiến về phía trước lớn tiếng tố cáo tội ác của chúng, đồng thời che chở cho các em nhỏ ở phía sau.
Theo trang tỉnh Bến Tre, trong lúc khiêng nữ sinh Tạ Thị Thâu của Trường Gia Long bị cảnh sát đánh ngất, Trần Văn Ơn đã bị trúng đạn vào bụng. Theo Lê Trung Nghĩa trên Tuổi Trẻ, Trần Văn Ơn bị bắn trong lúc đang đỡ học sinh trèo lên đống củi chất sát rào để vượt tường. Cùng với các nạn nhân khác, anh được đưa vào Bệnh viện Chợ Rẫy cứu chữa, tuy nhiên do vết thương quá nặng nên đã qua đời vào 15 giờ 30 phút chiều ngày hôm đó. Khi đó, Trần Văn Ơn mới chưa đầy 19 tuổi.

## Đám tang Trần Văn Ơn
Tin Trần Văn Ơn mất ngay lập tức đã gây náo động trong giới học sinh-sinh viên Sài Gòn. Các học sinh đã được cử tới để bảo vệ xác Trần Văn Ơn tại nhà thương. Tin này cũng mau chóng trở thành tâm điểm và đồng loạt các tờ báo lớn của Sài Gòn đã đưa tin.

Hình ảnh lễ tang Trần Văn Ơn tại trường Pétrus Ký

Sau khi đấu tranh để được sự đồng ý của nhà cầm quyền, ban đại diện học sinh trường và gia đình đã đem xác anh về quàn 3 ngày tại nhà vĩnh biệt đường Thuận Kiều. Họ đã lập bàn thờ, đặt linh vị và quyết định tổ chức tang lễ cho Trần Văn Ơn ngay trong trường Pétrus Ký. Toàn thể học sinh Pétrus Ký đã mang băng đen để tang anh. Từ ngày 10 đến 12 tháng 1, hàng trăm đoàn thể đủ mọi các giới: công nhân, tri thức, thương nhân, công chức, nghệ sĩ, nhà báo, học sinh... đã đến viếng, thắp hương và đặt vòng hoa cho anh. Tổng cộng có hơn 300 vòng hoa, đặc biệt trong số đó có vòng hoa của những người Pháp mang dòng chữ "Soldats démocrates" (Chiến sĩ dân chủ).
Ngày 12 tháng 1 năm 1950, lễ tang Trần Văn Ơn được tổ chức, với Trưởng ban lễ tang là giáo sư Lưu Văn Lang. Hàng chục ngàn người đã đến tập trung tại trường Trương Vĩnh Ký. Hơn 300.000 người dân Sài Gòn đã xuống đường ủng hộ. Theo báo Thần chung (số ngày 14-1-1950), để hưởng ứng đám tang Trần Văn Ơn, các hiệu buôn người Việt, người Hoa, người Ấn, các hãng tư nhân khác đều đóng cửa ngày hôm đó, đồng thời các xe rước người đi đưa đám tang đều không lấy tiền, hàng mấy trăm phu xích lô tình nguyện chở hơn 300 vòng hoa. Hai đại biểu học sinh ở Trung và Bắc cũng đáp máy bay vào dự tang lễ. Sau khi tập hợp đông đủ, đúng 7 giờ 30 phút, đoàn người bắt đầu khởi hành, đi qua các con đường của Sài Gòn, tới nhà vĩnh biệt đường Thuận Kiều đón thi hài anh. Học sinh mang theo những biểu ngữ, di ảnh Trần Văn Ơn. Dẫn đầu đoàn biểu tình là những nhân sĩ trí thức như Lưu Văn Lang, luật sư Trịnh Đình Thảo, Nguyễn Hữu Thọ..., cùng một số người Pháp. Ước tính có 25.000 người đã đi trong đoàn, cùng với rất nhiều dân chúng Sài Gòn ở hai bên đường đón tiếp hưởng ứng. Quan tài anh sau khi được đưa ra khỏi nhà vĩnh biệt, đã được đưa về nghĩa trang Chợ Lớn để chôn cất.
Tại nghĩa trang Chợ Lớn, nhiều diễn văn được đọc để tưởng niệm Trần Văn Ơn. Trong số đó, Điếu văn của đại biểu các học sinh, sinh viên có đoạn:
| “ | Chúng ta sẽ không bao giờ quên được ngày 9 tháng 1, ngày mà anh Ơn và các bạn học sinh, sinh viên đã vui lòng đem xương máu, sinh mạng của mình đổi lấy tự do cho các bạn bị giam cầm. Tinh thần bạn Trần Văn Ơn bất diệt!". | ” |

Đám tang Trần Văn Ơn được coi là đã trở thành một "cuộc biểu dương lực lượng của đồng bào yêu nước Sài Gòn - Chợ Lớn", chống lại chính quyền thực dân Pháp.

## Tưởng niệm
- Tháng 2 năm 1950, tại Đại hội toàn quốc Liên đoàn Thanh niên Việt Nam lần thứ nhất ở Việt Bắc, đã quyết định lấy ngày 9 tháng 1 hàng năm làm Ngày truyền thống Học sinh Sinh viên Việt Nam[1].
- Ngày 11 tháng 1 năm 1979, Thủ tướng Phạm Văn Đồng đã ký Quyết định công nhận liệt sĩ cho Trần Văn Ơn.
- Tháng 3 năm 2000, Trần Văn Ơn được truy tặng danh hiệu Anh hùng lực lượng vũ trang nhân dân[4].
- Tên anh đã được đặt cho con đường và trường học ở Thành phố Hồ Chí Minh, Biên Hòa, Thanh Hóa, Đồng Hới... Ngoài ra, tên anh còn được đặt cho giải thưởng Trần Văn Ơn, dành cho học sinh khối chuyên nghiệp và dạy nghề do Đoàn Thanh niên Cộng sản Hồ Chí Minh tổ chức.